# Stanisław Jabłoński
Stanisław Roch Jabłoński herbu Jasieńczyk (ur. 16 sierpnia 1853 w Hermanowej, zm. 27 marca 1922 w Rzeszowie) – polski lekarz i polityk.

## Życiorys
Syn hr. Ludwika „Jasieńczyk” z Jabłony Jabłońskiego i hr. Marii Dębickiej. Ukończył medycynę na Uniwersytecie Jagiellońskim. Praktyki odbył w Klinice Chirurgii w Wiedniu. W 1877 zamieszkał na stałe w Rzeszowie, gdzie dostaje posadę lekarza sądowego. Cztery lata później został ordynatorem szpitala publicznego, a w 1909 jego dyrektorem. Związany ze Stronnictwem Narodowo-Demokratycznym. Od 1896 do 1914 pełnił funkcję burmistrza Rzeszowa. W 1899 Rada Miasta przyznała mu tytuł honorowego obywatela Rzeszowa.
W 1898 wybrany jako poseł do Sejmu Galicji we Lwowie, gdzie skutecznie zabiegał o zgodę na zmianę granic miasta, którym zarządzał. W 1902 jego rozpoczęte jeszcze w 1897 starania zostały zakończone sukcesem i Sejm Galicji (jak piszą kronikarze tamtych dziejów „ku wielkiemu oburzeniu mieszkańców Ruskiej Wsi”) wydał ustawę o przyłączeniu do Rzeszowa całej gminy (wsi) Ruska Wieś (dziś część śródmieścia Rzeszowa), oraz części Staroniwy i Drabinianki, co upamiętnia do dziś stosowna tablica w hallu rzeszowskiego ratusza.
Za jego kadencji powstało wiele inwestycji, m.in. wybrukowano ulice, poprawiono stan kanalizacji miejskiej (obudowa odkrytych odcinków kanałów w śródmieściu) i rozpoczęto prace przy budowie systemu wodociągów miejskich, ustawiono latarnie gazowe, wybudowano elektrownię, gazownię, przebudowano i uporządkowano wiele ulic w śródmieściu, wybudowano m.in. secesyjno-manierystyczny gmach Komunalnej Kasy Oszczędności (obecnie I Oddział PKO BP), zmodernizowano i przebudowano rzeszowski ratusz, wyremontowano, przebudowano na cele publiczne rzeszowski Zamek Lubomirskich i zrekonstruowano ponownie według dawnych planów Tylmana z Gameren wieżę Zamku, przywracając jej wygląd z czasów świetności, powstały nowe szkoły, ochronka itd. Miasto wkroczyło w fazę przyspieszonego i dynamicznego rozwoju.
Stanisław Jabłoński ze względu na zły stan zdrowia zrezygnował z funkcji burmistrza, jednak w obliczu wojny w 1914 zgodził się kierować tymczasowym zarządem miasta. W 1918 został ogłoszony dożywotnim radnym miejskim. Był prezesem stowarzyszeń „Sokół”, „Gwiazda”. Zmarł w 1922. W uznaniu zasług dla miasta jego imię nosi jedna z ulic w Rzeszowie.

## Odznaczenia
- Kawaler Orderu Franciszka Józefa – Austro-Węgry (1898)[2][3].